# 16 VOR
16 VOR war eine von März 2007 bis April 2014 ausschließlich im Internet erscheinende, sich durch Werbung finanzierende lokale Onlinezeitung aus Trier. Sie wurde von den zwei befreundeten Journalisten Marcus Stölb und Christian Jöricke gegründet. Nach Stölbs Ausscheiden Mitte April 2014 gab Jöricke von Mai 2014 bis Juni 2015 das Printmagazin 16 VOR – Das Trierer Stadtmagazin heraus. Danach erschienen bis März 2023 online noch sporadisch einzelne Artikel.

## Onlinezeitung
Meist täglich wurden neue Nachrichten in die Ressorts Politik, Stadt & Menschen, Kultur & Medien, Sport & Spiel, Schule & Campus, sowie der Rubrik Meldungen eingeordnet. Die Artikel erschienen in unterschiedlichen Zeitabständen.
Zusammen mit dem Medienpartner, dem Online-Stadtmagazin hunderttausend.de, über das vor allem regionale Veranstaltungen und Kleinanzeigen veröffentlicht werden, erfüllte 16vor den Kriterienkatalog einer Lokalzeitung.
Die Redaktion versuchte nach eigener Auskunft getreu dem Leitspruch Weniger ist mehr vor allem aktuell und fundiert über das Trierer Stadtgeschehen zu berichten und sich dabei auf wesentliche Themen zu konzentrieren. Aufgrund der Konzentration auf lokale und regionale Berichterstattung war 16vor nicht auf Agenturmeldungen angewiesen.

## Verbreitung
Das Redaktionssystem von 16vor basierte auf der Open-Source-Weblog-Software WordPress in Verbindung mit Inlineframes. Leser konnten im Weblog alle Meldungen kommentieren. Neue Kommentare wurden aber nicht unmittelbar automatisch durch das System veröffentlicht, sondern erst nach einer Freigabe durch die 16vor-Redaktion. Da dies zeitnah geschah und auch kritische und zunächst auch anonyme Kommentare freigeschaltet wurden, hatte sich in der Trierer Medienlandschaft eine neue, rege Diskussionskultur entwickelt, die die öffentliche Meinung mitformte. Außerdem bestand die Möglichkeit, Nachrichten als RSS-Web-Feed zu abonnieren, bzw. die Twitter und Facebook-Kanäle zu nutzen. 16vor bot anders als die Internetpräsenzen vieler klassischer, gedruckter Tageszeitungen keine „Online-Community“-Funktionalitäten an.

## Namensherkunft
Der Name 16vor nimmt Bezug auf die Gründung Triers im Jahr 16 vor Christi Geburt durch die Römer.

## Mediales Interesse
Die Etablierung einer neuen digitalen Tageszeitung in einem bisherigen Einzeitungskreis hat in der Medienbranche für Aufmerksamkeit gesorgt. Bundesweit erscheinende Publikationen wie die TAZ und das jetzt-Magazin der Süddeutschen Zeitung berichteten ausführlich darüber.

## Printmagazin
Mitte April 2014 stieg der Co-Redaktionsleiter Marcus Stölb bei 16vor aus. Der Mitbegründer Christian Jöricke wechselte das Medium und gab ab Mai 2014 ein kostenloses Printmagazin mit dem Titel „16 VOR – Das Trierer Stadtmagazin“ heraus. Darin wurden vor allem beliebte Rubriken der Online-Zeitung fortgesetzt.
Das Heft erschien monatlich und wurde an über 300 Stellen in Trier und Umgebung ausgelegt. Alle Magazinbeiträge wurden auch online – bis 31. Dezember 2014 auf 16vor.de, dann auf 16vor.com – veröffentlicht. Sämtliche Ausgaben können als PDF abgerufen werden. Im Juni 2015 erschien das letzte Heft.
Das Magazin hatte DIN A4-Format und bis auf die letzte Ausgabe einen Umfang von 24 Seiten.